# Partido Comunista Revolucionário Voltaico
O Partido Comunista Revolucionário Voltaico (em francês:  Parti Communiste Révolutionnaire Voltaïque, PCRV) é um partido comunista no Burquina Fasso. Foi fundado a 1 de outubro de 1978, na sequência de uma cisão na Organização Comunista Voltaica (OCV).
O PCRV seguia a linha do Partido do Trabalho da Albânia, o marxismo-leninismo "anti-revisionista" (mais tarde conhecido como hoxhaismo ou enverismo), promovendo o que chamavam de "Revolução Nacional Democrática e Popular".
O Golpe de Estado no Alto Volta de 4 de agosto de 1983 elevou Thomas Sankara ao poder. Na altura o PCRV tinha ligações poderosas nos sindicatos e no movimento estudantil. No entanto o partido recusou-se a participar no governo revolucionário de Sankara, argumentando que um golpe militar não é a mesma coisa que uma revolução popular. De novo, em 1984 recusou-se a participar no governo aquando de uma remodelação ministerial. Isso originou uma cisão e a formação do Grupo Comunista Burkinabé.
O PCRV publica Bug-Parga.
Durante a Guerra Fria, o PCRV era pro-albanês. Atualmente, o PCRV participa na Conferência Internacional de Partidos e Organizações Marxistas-Leninistas (Unidade e Luta).